# Judson Michael Procyk
Judson Michael Procyk (ur. 9 kwietnia 1931 w Uniontown, zm. 24 kwietnia 2001 w Pittsburghu) – amerykański duchowny greckokatolicki, bizantyjsko-rusiński arcybiskup metropolita pitsburski (1994–2001).

## Życiorys
Judson M. Procyk urodził się w Uniontown w Pensylwanii jako syn Michaela Procyka and Mary Buchko. Oboje rodzice pochodzili z Austro-Węgier: ojciec z obszaru dzisiejszej Polski (z Galicji, z Lubaczowa), matka, Karpatorusinka – ze spiskiej Závadki. Po ukończeniu miejscowej szkoły rozpoczął naukę w benedyktyńskim St. Procopius College w Lisle w stanie Illinois (obecnie Benedictine University). Po otwarciu SS. Cyril and Methodius Seminary w Pittsburghu kontynuował naukę na Duquesne University i w 1953 r. uzyskał tytuł Bachelor of Arts. 19 maja 1957 r. został wyświęcony na kapłana przez biskupa pitsburskiego Nicholasa Elko. Mszę prymicyjną odprawił w swoim rodzinnym kościele św. Jana Chrzciciela w Uniontown.
Ojciec Judson Procyk pełnił funkcję proboszcza w kilku parafiach ówczesnego egzarchatu apostolskiego Pittsburgha, a następnie eparchii pitsburskiej. Został mianowany zastępcą kanclerza w kurii eparchialnej i sekretarzem biskupa Stephena Kocisko w 1968 r. Rok później został rektorem seminarium. Kierując uczelnią, ks. Procyk nadzorował ponowne otwarcie wydziału teologii oraz wdrożył wytyczne soboru watykańskiego II dotyczące formacji kapłańskiej. Następnie został mianowany kapelanem Jego Świątobliwości papieża Pawła VI z tytułem monsignore, a w marcu 1975 r. został wyniesiony do godności prałata honorowego.
W lipcu 1973 r. Judson M. Procyk zastąpił Johna M. Bilocka na stanowisku rektora katedry św. Jana Chrzciciela w Munhall w Pensylwanii, którą to funkcję pełnił przez następne 22 lata. W tym czasie podjął się zadania przeniesienia parafii katedralnej. Zbudowano nową katedrę, wzorowaną na starożytnym bizantyjskim kościele Hagia Sophia w Konstantynopolu. Świątynia została uroczyście poświęcona 12 czerwca 1994 r. przez biskupa Michaela Dudicka, pełniącego obowiązki metropolity, i biskupa Johna M. Bilocka, wikariusza archieparchialnego.
14 listopada 1994 r. papież Jan Paweł II ogłosił wybór Judsona M. Procyka na trzeciego arcybiskupa metropolitę pitsburskiego i szóstego ordynariusza eparchii pitsburskiej, 17 miesięcy po śmierci metropolity Thomasa V. Dolinaya.
W nowo wybudowanej katedrze Judsona M. Procyk został wyświęcony na biskupa i odbył ingres jako arcybiskup metropolita 7 lutego 1995 r. Konsekratorami udzielającymi święceń byli trzej ordynariusze sufraganii metropolii: biskup Passaic Michael Dudick, biskup Parmy Andrew Pataki i biskup George Kuzma z Van Nuys. Intronizacji dokonał arcybiskup Agostino Cacciavillan, pronuncjusz apostolski w Stanach Zjednoczonych. Ceremonii przewodniczył kardynał Anthony Bevilacqua, metropolita filadelfijski. Ponadto obecnych było 29 biskupów wschodnich i łacińskich, w tym czterech biskupów z europejskich eparchii, z których wywodzą się amerykańscy katolicy bizantyjscy, a także dziesiątki księży, zakonników, przedstawicieli różnych Kościołów protestanckich i prawosławnych oraz setki wiernych, z których wielu oglądało ceremonię w telewizji przemysłowej na niższym poziomie katedry.
Metropolita Judson przyczynił się znacząco do wierniejszego przestrzegania tradycji i praktyk chrześcijaństwa wschodniego. Ustanowił normy dotyczące sprawowania sakramentów, określił program diakonatu, wskrzesił Instytut Kantorów w celu popularyzowania zbiorowego śpiewu kongregacyjnego podczas nabożeństw oraz założył Chór Archieparchialny (1998). Ponadto, aby promować większą otwartość na sytuację finansową archieparchii, kierował przygotowywaniem i publikacją rocznych sprawozdań finansowych.
Judson M. Procyk zmarł nagle 24 kwietnia 2001 r., ledwie rozpocząwszy wiek 71 lat. Zgon nastąpił w domu arcybiskupa w Observatory Hill (neighborhood – dzielnica Pittsburgha, w rejonie North Side) lub w Munhall (borough w hrabstwie Allegheny). Nabożeństwo żałobne odprawiono 30 kwietnia w budowanej przez arcybiskupa katedrze. W uroczystościach uczestniczyło dwóch kardynałów, czterech arcybiskupów i 27 biskupów, zarówno Kościoła łacińskiego, jak i wschodniego, a także przedstawiciele innych Kościołów chrześcijańskich. Metropolita Judson spoczywa w biskupiej części cmentarza Mount St. Macrina w Uniontown. 
Uznawany za znakomitego administratora eparchii i kierownika Kościoła sui iuris, proboszcza z krwi i kości, chcącego być blisko ludzi, a także obrońcę rytu bizantyjskiego (przyjaźnił się m.in. z Mikołajem (Smiszko), ordynariuszem prawosławnej diecezji karpatoruskiej, oraz Maximosem (Aghiorgoussisem), metropolitą Pittsburgha w Greckiej Prawosławnej Archidiecezji Ameryki). Prywatnie był fanem gry w kręgle i w golfa, a także kibicem Pittsburgh Penguins. Pozostawił siostrę Idę Margaret Procyk, miał też brata Henry’ego Johna Procyka.